# Драч (област)
Област Драч (на албански: Qarku i Durrësit) е административно-териториална област в Албания, разположена в северната централна част на страната, с площ от 766 км2. Съставена е от 3 общини – Драч, Круя и Шияк. Числеността на населението според преброяването през 2011 г. е 262 785 души. Административен център е град Драч.